# Danh sách người Do Thái LGBT

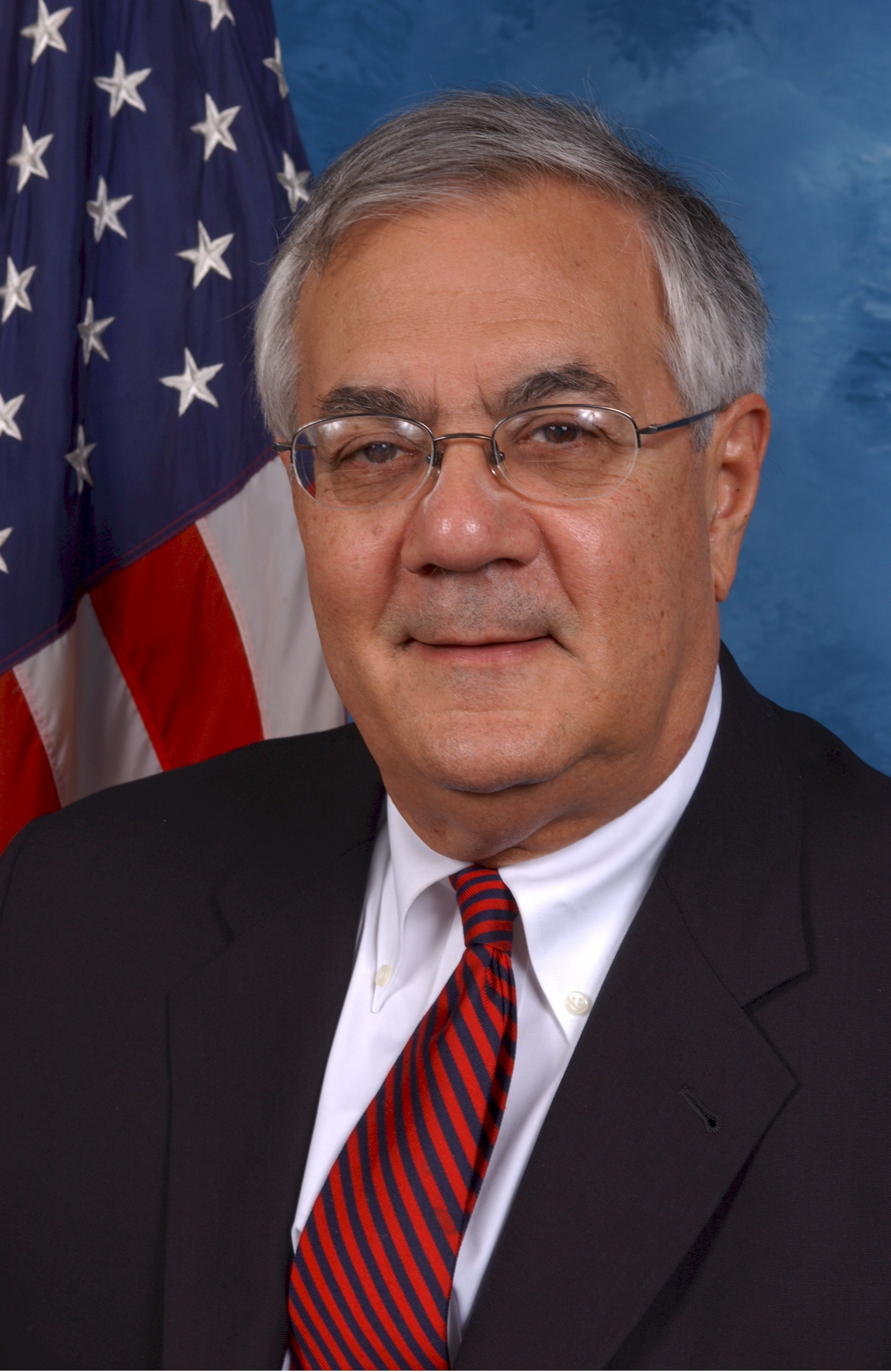
Barney Frank - Nghị sĩ đảng Dân Chủ của Hạ viện Hoa Kỳ

Danh sách người Do Thái đồng tính luyến ái. Những người trong danh sách này đều là người Do Thái (là người gốc Do Thái hoặc cải đạo sang Do Thái giáo) và công khai rằng họ là đồng tính nữ, đồng tính nam, song tính, chuyển giới hoặc chưa phân định xu hướng tính dục (LGBTQ) hoặc tự xác định là một thành viên của cộng đồng LGBTQ.
Họ là những người có danh tiếng điển hình trong cộng đồng người Do Thái và là thành viên của cộng đồng LGBTQ.

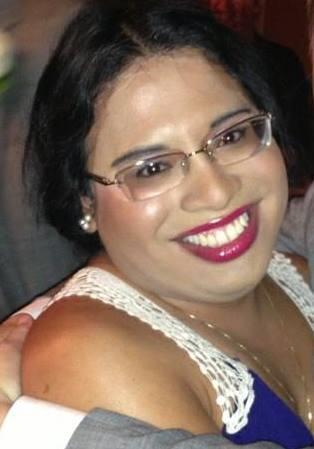
Raffi Freedman-Gurspan - người chuyển giới

Trong cuốn sách Queer Theory and the Jewish Question, biên tập viên Daniel Boyarin, Daniel Itzkovitz, và Ann Pellegrini giải thích rằng:
While there are no simple equations between Jewish and queer identities, Jewishness and queerness yet utilize and are bound up with one another in particularly resonant ways. This crossover also extends to the modern discourses of antisemitism và homophobia, with stereotypes of the Jew frequently underwriting pop cultural and scientific notions of the homosexual. And vice versa.
Trong khi không có phương trình đơn giản nào giữa nhân dạng người Do thái và người đồng tính, tính cách Do Thái và cá tính đồng tính luyến ái vẫn kết hợp và được ràng buộc với nhau bằng những cách hợp lý đặc biệt. Sự giao thoa này cũng mở rộng sang các bài thuyết giảng hiện đại về chủ nghĩa phân biệt chủng tộc và chủ nghĩa phân biệt kỳ thị đồng tính, với những khuôn mẫu của người Do Thái thường xuyên bảo đảm các quan niệm văn hoá và khoa học phổ thông về người đồng tính luyến ái. Và ngược lại.

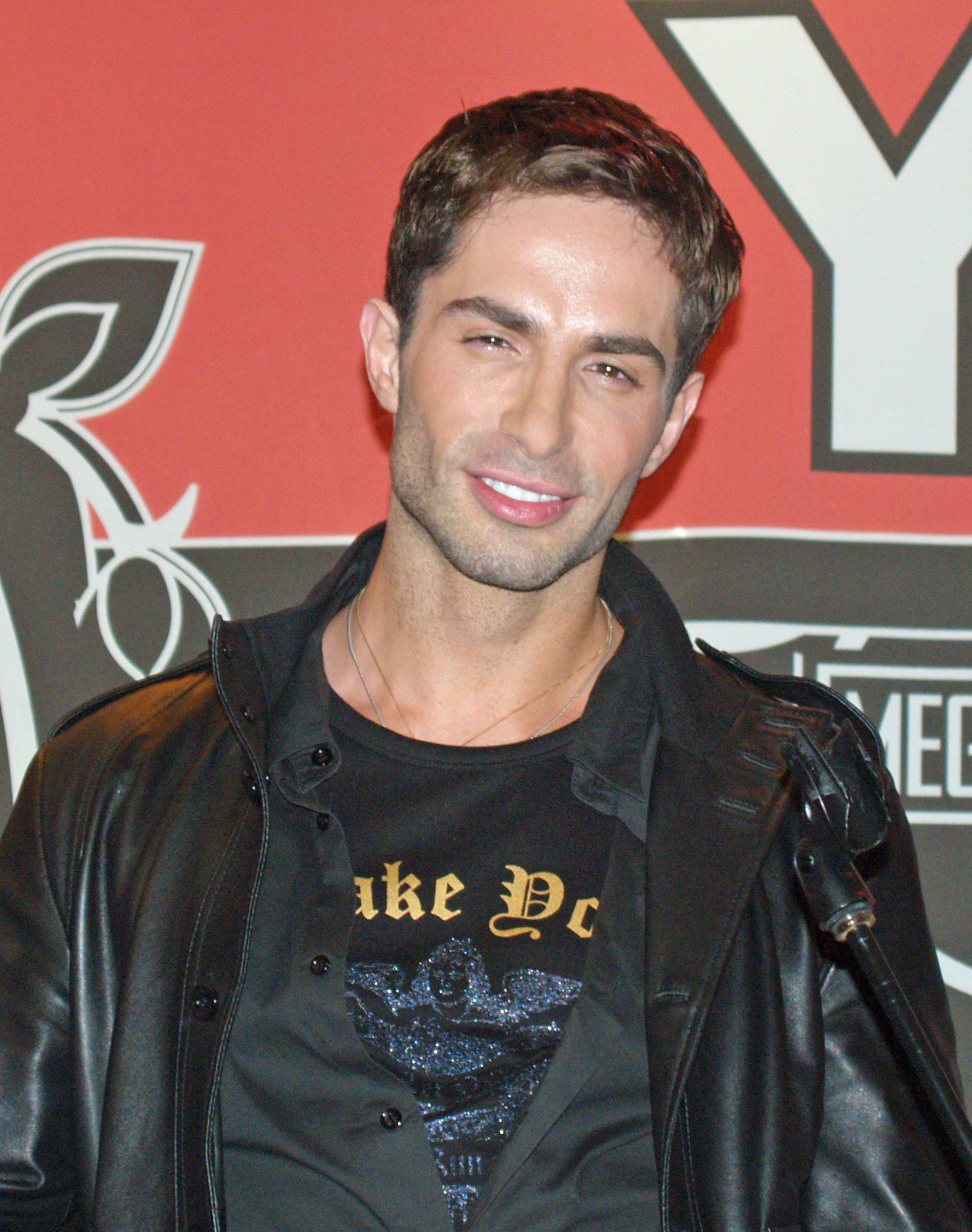
Michael Lucas - ngôi sao khiêu dâm đồng tính nam

## Chính trị gia

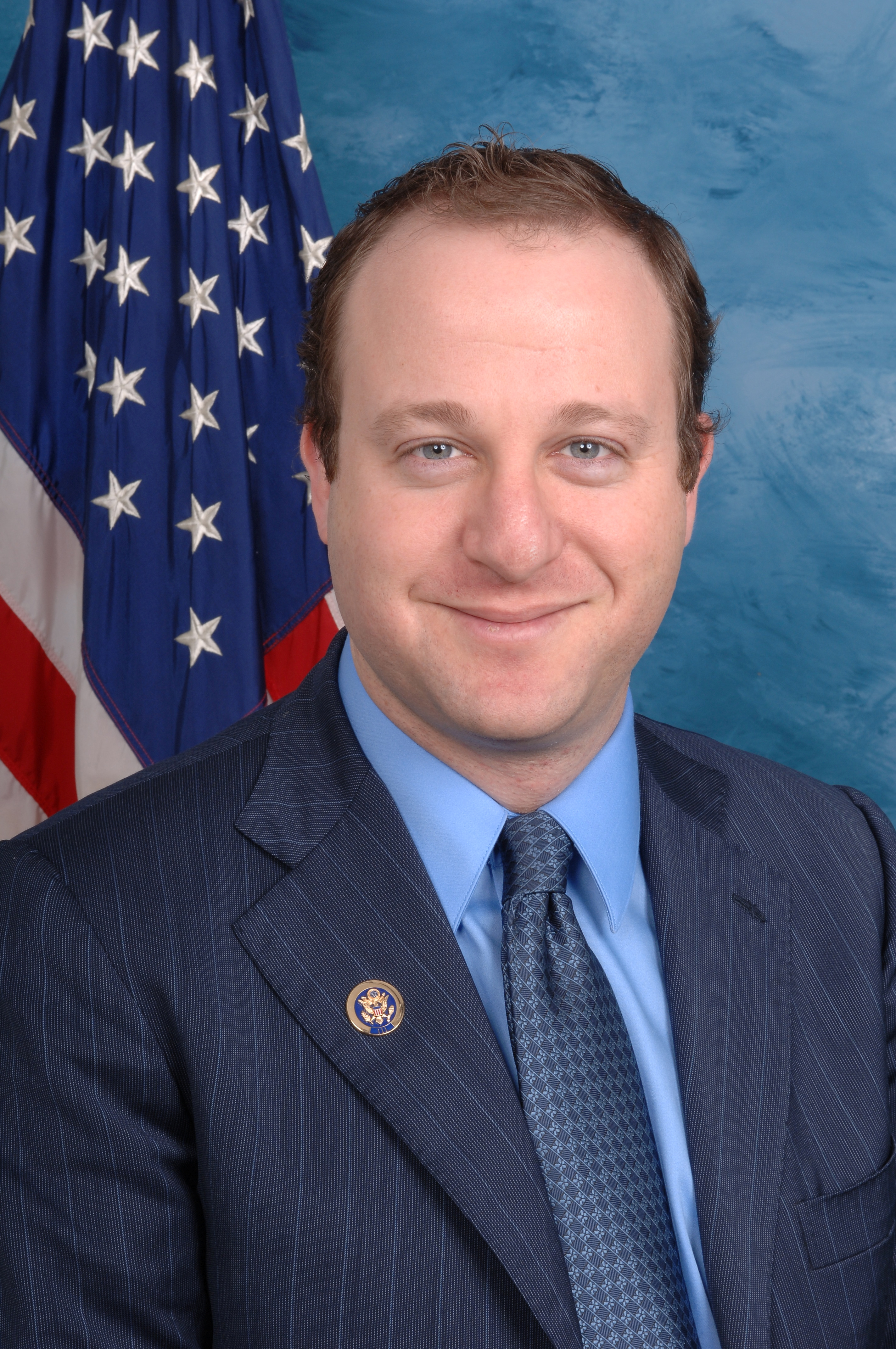
Jared Polis - Thành viên đảng Dân chủ Colorado - Hoa Kỳ

- Jared Polis, đảng Dân chủ Colorado, một cựu doanh nhân Internet, trở thành người đồng tính đầu tiên công khai không đương nhiệm được bầu vào Quốc hội[2][3]
- Roberta Achtenberg, cựu thư ký trợ lý của HUD[4]
- David Cicilline, Thị trưởng của Providence, Rhode Island, thành viên của Viện Dân biểu Hoa Kỳ[5]
- Barney Frank, Đảng Dân Chủ thành viên của Hạ viện Hoa Kỳ[6]
- Marcia Freedman, cựu thành viên của Quốc hội Israel[7]
- Ron Galperin, Quản trị viên thành phố Los Angeles, người đồng tính công khai đầu tiên được bầu ở khắp thành phố Los Angeles[8]

Ron Galperin - Quản trị viên thành phố Los Angeles

- Nitzan Horowitz, Thành viên Israel của quốc hội Knesset, người đồng tính công khai đầu tiên được bầu vào hiệp hội Knesset[9]

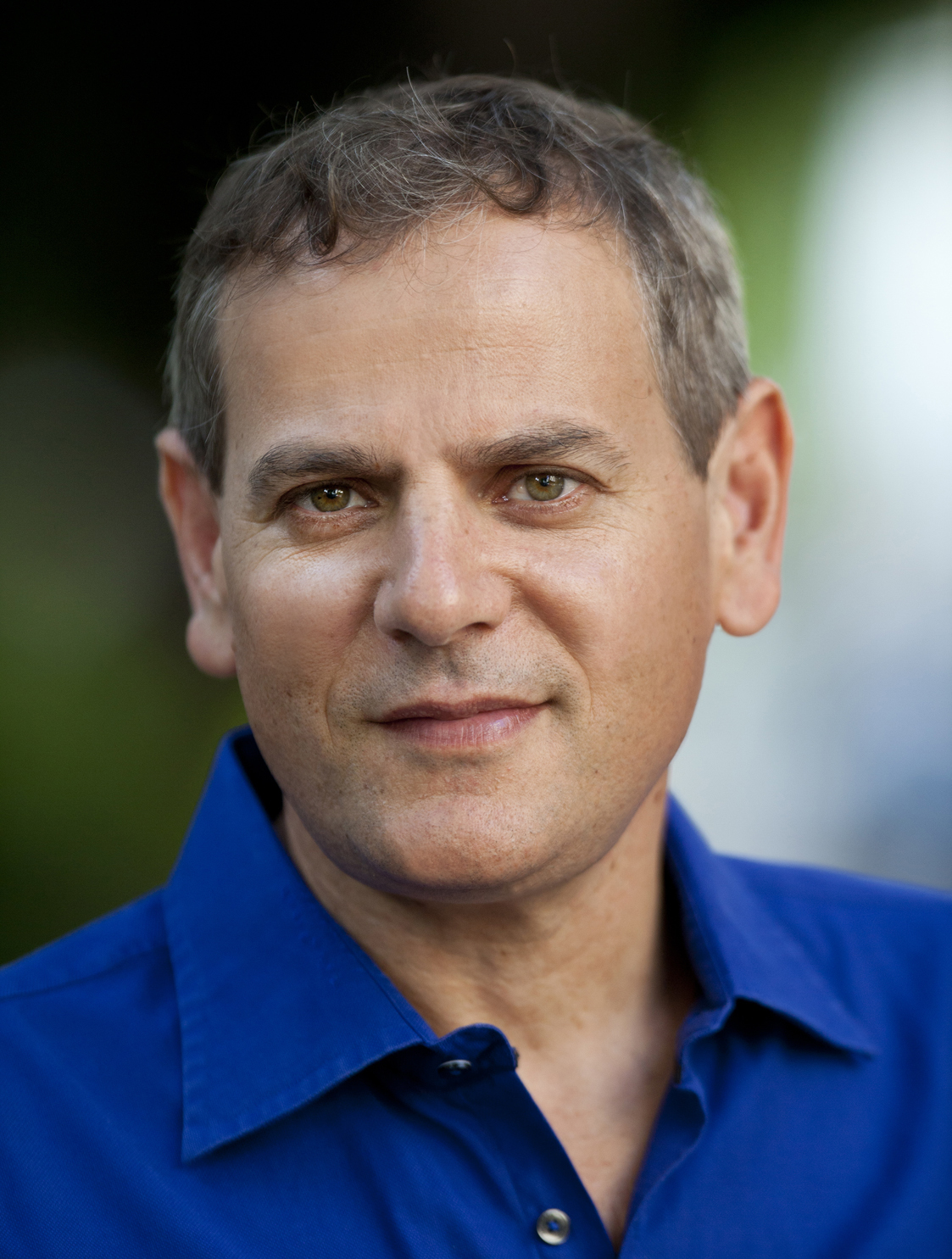
Nitzan Horowitz - thành viên Quốc hội Israel

- Rebecca Kaplan, Thành viên Hội đồng Thành phố Lớn, Oakland, California[10]
- Anne Kronenberg, Quản trị viên chính trị Mỹ [11]
- Mark Leno, Thành viên Tiểu Bang California[12]
- Carole Migden, cựu Thượng Nghị Sĩ Tiểu Bang California[13]
- Harvey Milk, cựu giám sát thành phố San Francisco[14]
- Stan Rosenberg, Chủ tịch Pro Tempore, Thượng viện Tiểu Bang Massachusetts[15]
- Barbra Casbar Siperstein, lần đầu tiên công khai chuyển đổi giới tình và là thành viên của DNC [16]

## Chức sắc tôn giáo

Abby Stein

- Abby Stein, nhà hoạt động chuyển đổi giới tính, thành viên kỳ cựu người Do Thái Hasidic [17]
- Steven Greenberg (b. 1956),[18] sư phụ đồng tính thuộc giáo phái Chính thống, là người đầu tiên công khai giới tình và là thành viên của CLAL
- Rebecca Alpert, giáo sư đồng tính nữ ở các bộ môn Tôn giáo và Nghiên cứu Phụ nữ tại Đại học Temple[19]
- Lionel Blue, sư phụ đồng tính luyến ái người Anh đầu tiên công khai giới tính của mình và viết sách Godly and Gay (1981)[20]
- Deborah Brin, một trong những sư phụ đồng tính đầu tiên công khai giới tính và là một trong số 100 nữ sư phụ đầu tiên[21]
- Denise Eger, nữ sư phụ đầu tiên và là Chủ tịch đồng tính luyến ái đầu tiên của Hội đồng quản trị miền Nam California[22]
- Emily Aviva Kapor, sư phụ lần đầu tiên chuyển đổi giới tính nữ [23]
- Jason Klein, người đàn ông đồng tính đầu tiên công khai đứng đầu một hiệp hội chủng tộc quốc gia của một giáo phái Do Thái lớn của Mỹ (năm 2013), khi ông được chọn làm chủ tịch Hiệp hội Rabbinical Reconstructionist;[24][25] cũng là giám đốc Hillel đầu tiên nắm giữ chức vụ tổng thống;[26] trong cuộc bầu cử này, ông là giám đốc điều hành của Hillel tại Đại học Maryland, hạt Baltimore, một buổi diễn thuyết của ông đã tổ chức từ năm 2006;[27] ông sẽ là chủ tịch Hiệp hội Rabbinical Reconstructionist trong hai năm[26]
- Sharon Kleinbaum, sư phụ đầu tiên của Tu hội Beit Simchat Torah, một trong những sư phụ Do Thái có ảnh hưởng nhất ở Hoa Kỳ [28]
- Debra Kolodny, sư phụ người do thái đồng tính thẳng thắn công khai sự phóng túng song tính của mình;[29][30] đã biên tập cuốn sách đầu tiên của mình về những người lưỡng tính của đức tin, Blessed Bi Spirit (2000), mà cô ấy đóng góp "Hear, I Pray You, This Dream Which I Have Dreamed," về danh tính người Do Thái và lưỡng tính[30][31]
- Stacy Offner, cô giáo người Mỹ gốc Phi đồng tính công khai, người đã đạt được thành công quan trọng cho phụ nữ và đồng tính nữ trong cộng đồng người Do Thái;[32][33] nữ sư phụ Do thái giáo công khai giới tính của mình lần đầu tiên trong một giáo đoàn truyền thống; sư phụ đồng tính luyến ái đầu tiên được bình chọn bởi giáo hội Do Thái chính thống; nữ tu sĩ đồng tính luyến ái đầu tiên ở Minnesota; người đầu tiên được bầu làm sư phụ của Thượng viện Minnesota; nữ phó chủ tịch đầu tiên của Liên minh về cải cách Do thái giáo; người phụ nữ đầu tiên phục vụ trên bảng hội đồng quản trị giáo hội quốc gia Hoa Kỳ[32][33][34]
- Toba Spitzer, người đồng tính nữ hay người đồng tính công khai đầu tiên được chọn làm người đứng đầu một hiệp hội giáo hội ở Mỹ năm 2007, khi cô được bầu làm chủ tịch Hiệp hội Rabbinical Reconstructionist[35]
- Margaret Wenig, Tu sĩ người Mỹ và là người hướng dẫn về phụng vụ và lễ phép tại Học viện Tôn giáo Do Thái của Liên đoàn Hebrew;;[36] vào năm 1976, cô và Naomi Janowitz tự xuất bản Siddur Nashim: A book of Sabbath Prayers for Women, quyển sách kinh nguyện Sabbath đầu tiên đề cập đến Thiên Chúa với những đại từ nữ tính và hình ảnh nữ;[37][38][39] được phong chức tại Viện Tôn giáo Do Thái của Liên đoàn Hebrew vào năm 1984;[40] năm 1990 cô đã viết bài thuyết pháp"God Is a Woman and She Is Growing Older," mà vào năm 2011 đã được xuất bản mười lần (ba lần bằng tiếng Đức) và rao giảng bởi các sư phụ Úc đến California[37]
- Sherwin Wine (1928-2007), sư phụ sáng lập chủ nghĩa Do Thái nhân bản[41]
- Ron Yosef (b. 1974) (Hebrew: רון יוסף), Sư phụ Do thái chính thống giáo đã giúp tạo ra tổ chức Hod ở Israel, đại diện cho những người Do Thái chính thống đồng tính luyến ái và người do thái đồng tính nữ; tổ chức của ông đã đóng vai trò trung tâm trong việc đánh giá lại vai trò của những người đồng tính luyến ái trong tôn giáo trong các phong trào tôn giáo Do Thái giáo[42]
- Reuben Zellman, giáo viên Mỹ, tác giả và trợ tá và giám đốc âm nhạc tại Congregate Beth El[43] ở Berkeley, California;[44][45] người chuyển giới lần đầu tiên được chấp nhận vào học viện Do thái Cải cách của Liên hiệp Do Thái giáo ở Cincinnati (2003);[46][47][48][49][50] được phong chức trong khuôn viên trường Los Angeles vào năm 2010[51][52][53]

## Doanh nhân, kịch nghệ
- Harvey Fierstein, diễn viên và nhà viết kịch người do thái đồng tính luyến ái[54]

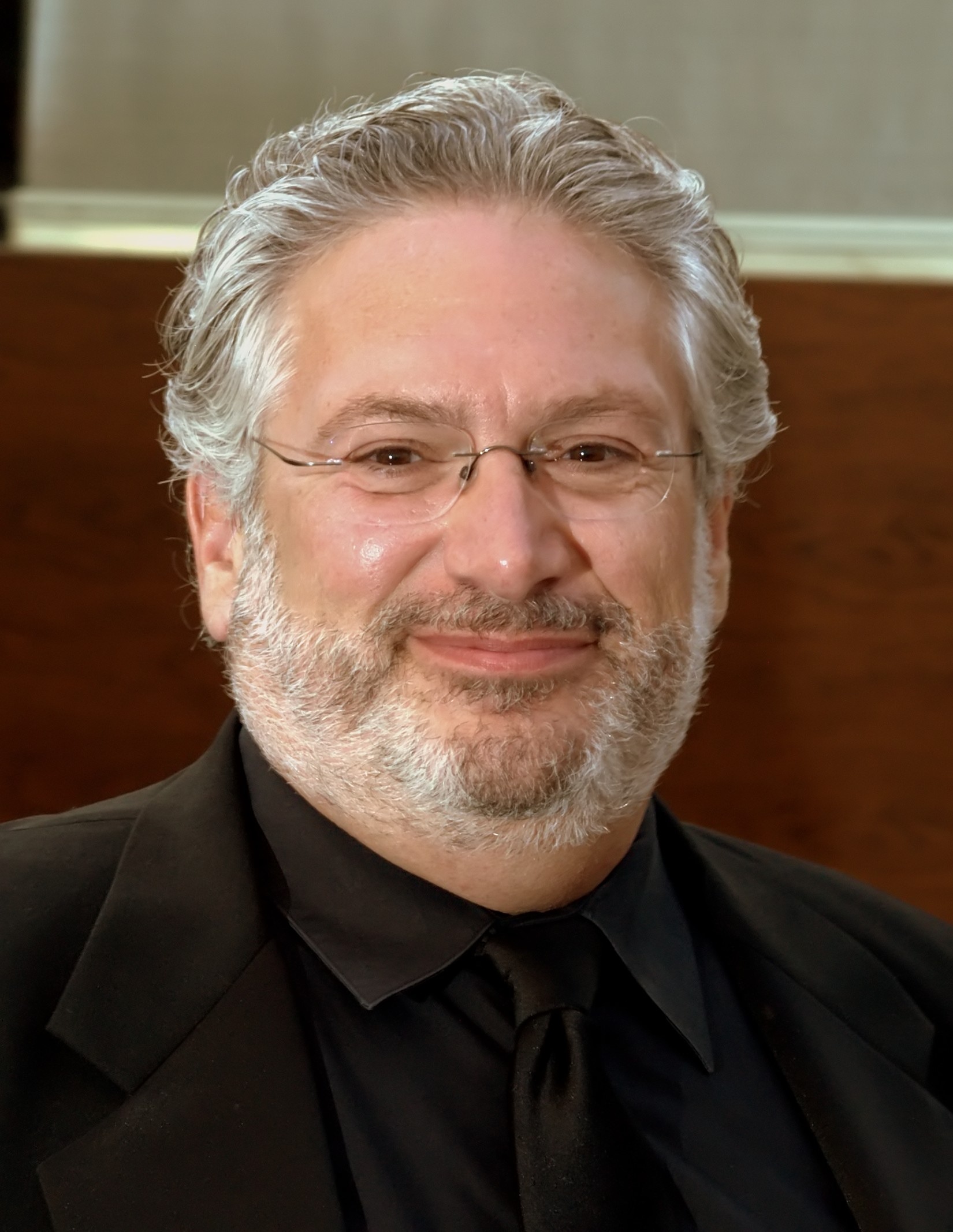
Harvey Fierstein - nhà viết kịch

- Chantal Akerman, đạo diễn phim người do thái[55]
- Simon Amstell, diễn viên hài kịch và truyền hình người do thái[56]
- Michael Bennett, biên đạo múa và nhà hát kịch âm nhạc người do thái [57][58]
- Sandra Bernhard, nữ diễn viên và diễn viên hài người do thái [59]
- Ilene Chaiken, người tạo ra The L Word[60]
- George Cukor, đạo diễn phim người do thái[61]
- Eytan Fox, đạo diễn phim người do thái[62]
- Stephen Fry, nam diễn viên, diễn viên hài và nhà văn người do thái[63][64][65]
- Jerome Robbins, biên đạo múa người do thái và nhà hát kịch âm nhạc[66]

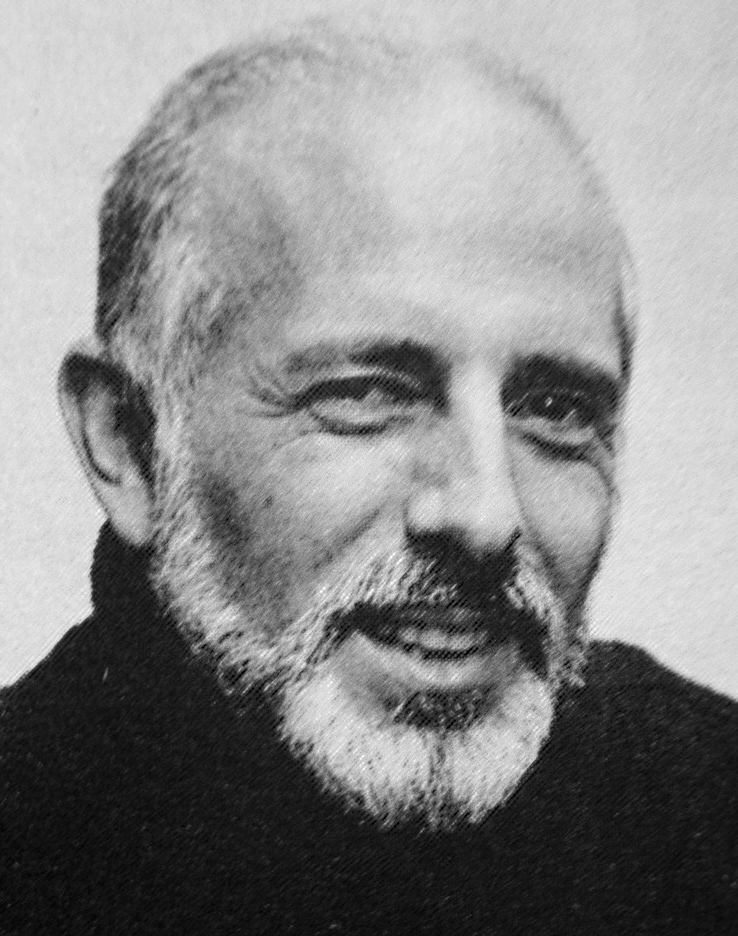
Jerome Robbins - biên đạo múa

- Victor Garber, nam diễn viên, diễn viên hài và nhà văn người do thái[67]
- Judy Gold, diễn viên hài độc thoại và nữ diễn viên người do thái[68]
- Julie Goldman, diễn viên hài độc thoại người do thái[69]
- Todd Haynes, đạo diễn phim người do thái[70]
- Nicholas Hytner, đạo diễn phim người do thái[71]
- Moisés Kaufman, nhà soạn thảo người do thái và đạo diễn sinh ra ở Venezuela, thường trú nhân Hoa Kỳ[72]
- Max Rhyser, diễn viên điện ảnh người do thái [73][74]
- John Schlesinger, đạo diễn phim người do thái[75]
- Antony Sher, actor[76]
- Bryan Singer, đạo diễn phim người do thái[77]
- Mauritz Stiller, đạo diễn phim người do thái[78]
- Bruce Vilanch, nhà văn và diễn viên hài kịch người do thái[79]

## Nhà khoa học

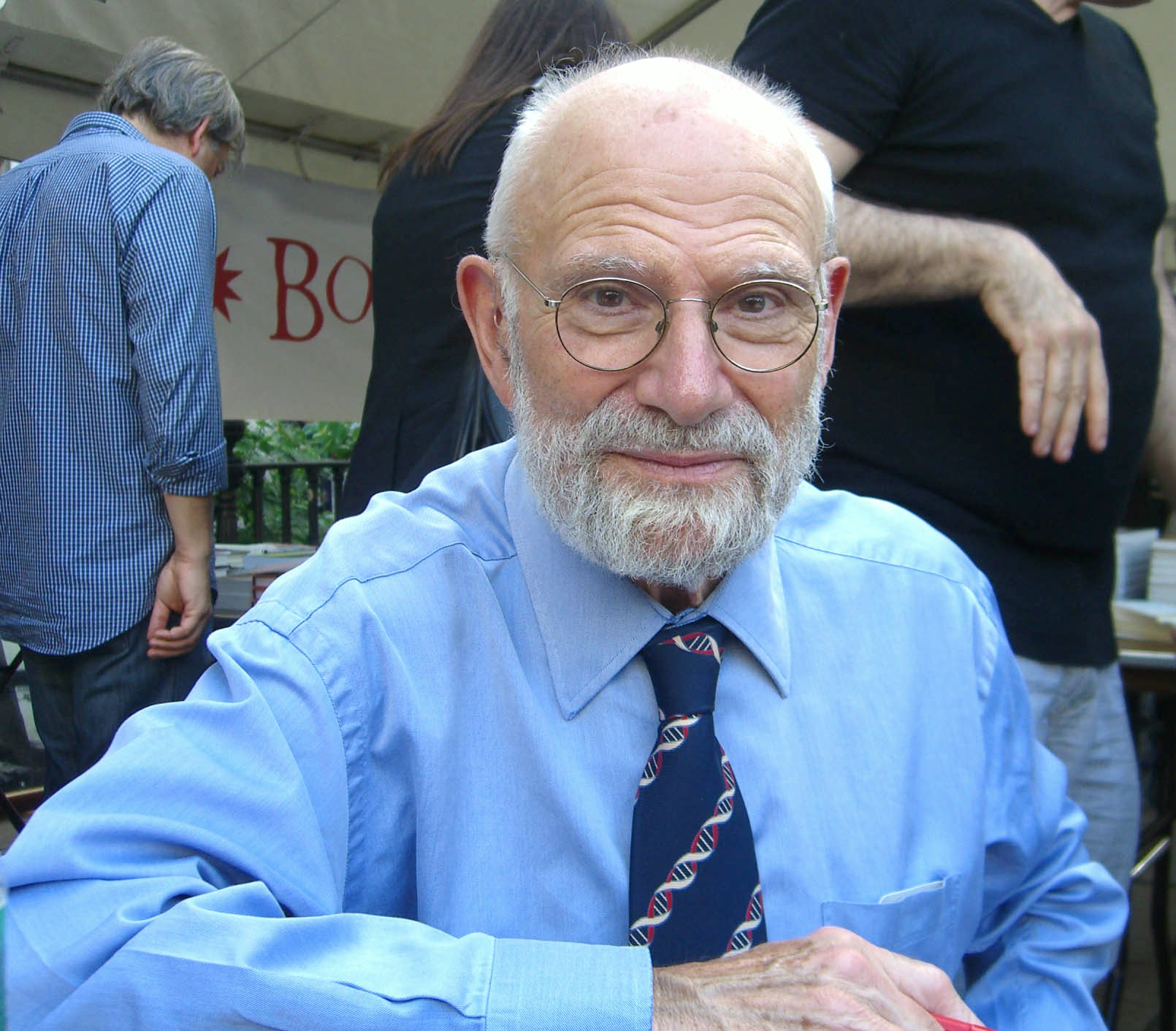
Oliver Sacks - Nhà thần kinh học

- Oliver Sacks, Nhà thần kinh học người Anh, nhà tự nhiên học người do thái và tác giả viết sách [80]
- Mark Blechner, nhà tâm lý học người do thái[81]
- Allan Bloom, nhà triết học người do thái[82]
- Judith Butler, nhà triết học người do thái[83]
- Yuval Noah Harari, Giáo sư và Tác giả người do thái.
- Martin Duberman, nhà sử học người do thái[84]
- Uzi Even, Nhà hoá học Israel và cựu thành viên quốc hội Knesset[85]
- Lillian Faderman, nhà sử học người do thái đồng tính nữ[86]
- Jack Halberstam, Giáo sư tiếng Anh và Giám đốc Trung tâm Nghiên cứu Quyền Phụ nữ tại Đại học Nam California [87]
- Magnus Hirschfeld, nhà tình dục học người do thái và nhà hoạt động[88]
- Ron Huberman, Tổng Giám đốc điều hành của Trường Công Lập Chicago[89]
- Fritz Klein, bác sĩ tâm thần học và chuyên gia về tình dục người do thái[90]
- Joy Ladin, Giáo sư người Anh, giáo sư chuyển giới đầu tiên công khai giới tình tại một cơ sở Do Thái chính thống[91]
- Arlene Istar Lev, nhân viên xã hội lâm sàng, nhà trị liệu gia đình và nhà giáo dục người do thái [80][92]
- George Mosse, nhà sử gia người do thái[93]
- Ludwig Wittgenstein, nhà triết học người do thái[94]

## Nghệ sỹ, kiến trúc sư

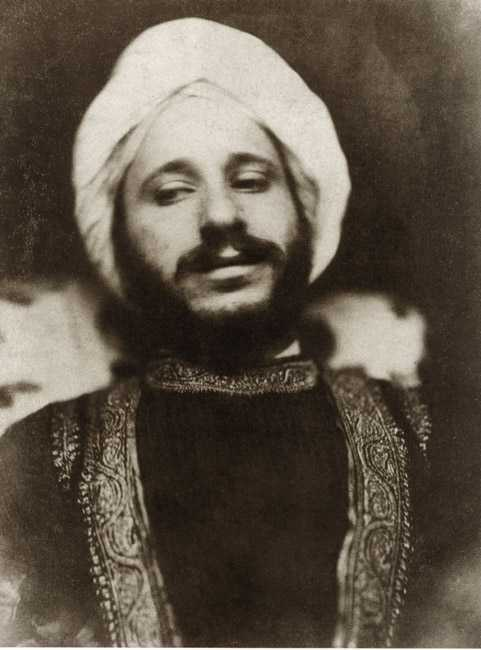
Simeon Solomon - Họa sĩ

- Simeon Solomon, họa sĩ người do thái[95]
- Claude Cahun, Nhiếp ảnh gia người Pháp và nhà văn học[96]
- Robert Denning, Nhà thiết kế nội thất người Mỹ, từ năm 15 tuổi, là đối tác của Edgar de Evia, nhiếp ảnh gia từ năm 1960 với bạn tình kiêm đồng nghiệp là nhà kinh doanh Vincent Fourcade, Nhà thiết kế nội thất Pháp[97]
- Nan Goldin, nhiếp ảnh gia[98]
- Herbert List, nhiếp ảnh gia người do thái[99]
- Maurice Sendak, họa sĩ sáng tác và tác giả viết sách dành cho trẻ em kiêm vai trò nhà thiết kế trang phục và thiết kế cho các bộ phim, nhà hát và nhạc kịch opera[100]
- Adi Nes, nhiếp ảnh gia Israel[101]
- Uri Gershuni, nhiếp ảnh gia và nhà giáo dục[102]

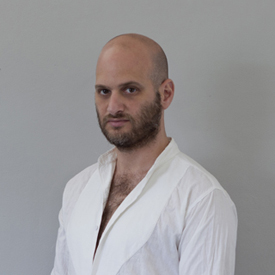
Uri Gershuni - Nhiếp ảnh gia

## Nhà thiết kế thời trang

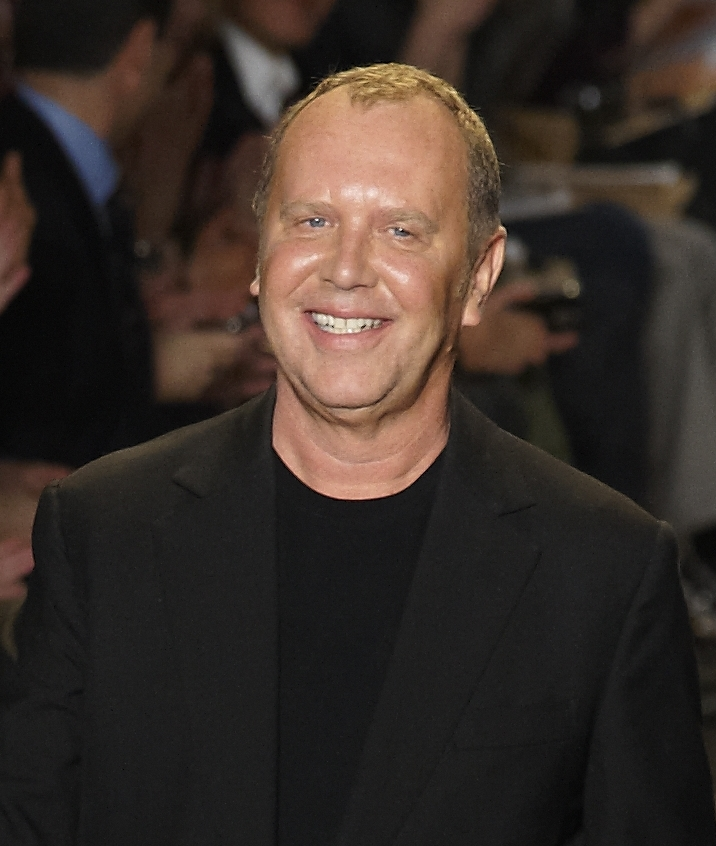
Michael Kors - Nhà thiết kế thời trang

- Michael Kors, Nhà thiết kế thời trang thể thao Mỹ.[103][104][105]
- Arnold Scaasi, Nhà thiết kế thời trang Hoa Kỳ sinh ở Canada[106]
- Isaac Mizrahi, Nhà thiết kế thời trang Mỹ[107]

## Vận động viên thể thao
- Robert Dover, dân đua ngựa giải Olympic sáu lần[108]
- Renée Richards, ngươi do thái chơi tennis[109]

## Nhạc sĩ, nhà soạn nhạc, viết lời, ca sĩ
- Stephen Sondheim, nhà soạn nhạc[110][111]
- Howard Ashman, người viết nhạc[112]

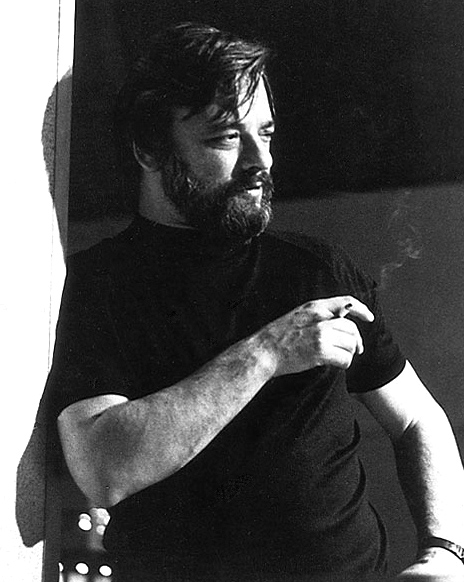
Stephen Sondheim - Nhà soạn nhạc

- Babydaddy, thành viên Scissor Sisters[113]
- Frieda Belinfante, nhạc trưởng[114]
- Leonard Bernstein, nhà soạn nhạc và nhạc trưởng[115]
- Marc Blitzstein, nhà soạn nhạc[116]
- Carrie Brownstein, tay guitar trong Sleater-Kinney[117]
- Aaron Copland, nhà soạn nhạc[118]
- Joel Derfner, nhà soạn nhạc[119]
- Fred Ebb, nhà soạn nhạc kịch sân khấu[120]
- Michael Feinstein, ca sĩ và nghệ sĩ dương cầm[121][122]
- William Finn, nhà soạn nhạc[123]
- God-Des (of God-Des and She) [124]
- Ari Gold, ca sĩ nhạc pop[125]
- Lesley Gore, ca sĩ nhạc pop[126]
- Lorenz Hart, viết lời nhạc gia[127]
- Jerry Herman, nhà soạn nhạc[128]
- Vladimir Horowitz, nghệ sĩ piano cổ điển[129]
- Janis Ian (tên sinh Janis Eddy Fink), nhạc sĩ, ca sĩ, nhạc sĩ, nhà bình luận, và tác giả khoa học viễn tưởng Mỹ[130]
- Dana International, ca sĩ nhạc pop[131]
- Dave Koz (tên đẻ David Kozlowski), nhạc jazz người thổi kèn[132]
- Adam Lambert, ca sĩ và người thi thố mùa thứ 8 của thần tượng Mỹ[133][134]
- Barry Manilow, ca sĩ và nhạc sĩ [135]
- Jon Moss, tay trống, thành viên của Câu lạc bộ Văn hóa và The Damned[136]
- Laura Nyro, ca sĩ kiêm nhạc sĩ[137][138]
- Peaches, Nhạc sĩ điện punk người Canada và nghệ sĩ trình diễn[139]
- Phranc, ca sĩ kiêm nhạc sĩ[140]
- Marc Shaiman, nhà hát kịch và nhà soạn nhạc phim[141][142]
- Troye Sivan, Diễn viên YouTube sinh tại Nam Phi [[143][144]
- Socalled, ca sĩ đọc rap[145]
- Michael Tilson Thomas, Nhạc trưởng, nhà soạn nhạc, và nghệ sĩ dương cầm[146]
- Brandon Uranowitz, diễn viên truyền hình và sân khấu[147]

## Nhà văn

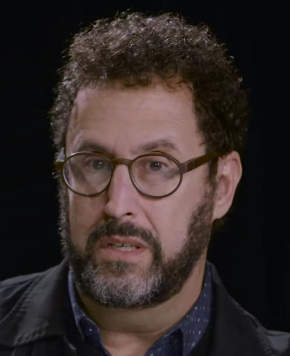
Tony Kushner - nhà biên kịch

- Tony Kushner, nhà viết kịch và biên kịch người do thái[148]
- Leroy F. Aarons, nhà báo, nhà biên tập, tác giả, nhà viết kịch, nhà sáng lập và nhà hoạt động của Hiệp hội các nhà báo người đồng tính nữ và người đồng tính nam (NLGJA)[149]
- Jon Robin Baitz, nhà viết kịch và biên kịch người do thái[150]
- Steve Berman, nhà văn hư cấu người do thái[151]
- Betty Berzon, tác giả, nhà tâm lý trị liệu đầu tiên ở Mỹ công khai là gay với công chúng (1971)[152]
- Kate Bornstein, nhà văn, nhà biên kịch, nghệ sĩ trình diễn, nhà lý luận giới tính người do thái [153]
- Jane Bowles, tiểu thuyết gia người do thái và nhà biên kịch[154]
- Alfred Chester, tiểu thuyết gia người do thái[155]
- Nick Denton, ngưới sáng lập Gawker Media (có má là người do thái)[156]
- Joel Derfner, nhà văn người do thái[119]
- Elana Dykewomon, tiểu thuyết gia người do thái[157]
- Shiri Eisner, Nhà hoạt động, nhà văn, blogger và nhà nghiên cứu Israel[158]
- György Faludy, nhà thơ người do thái[159]
- Leslie Feinberg, nhà hoạt động người do thái kiêm tác giả viết sách[160]
- Edward Field, nhà văn thơ người do thái[161]
- Sanford Friedman, tiểu thuyết gia người do thái[162]
- Masha Gessen, nhà báo, tác giả và nhà hoạt động xã hội người do thái[163]
- Allen Ginsberg, thế hệ nổi loạn của Hoa Kỳ đồng thời là nhà thơ văn người do thái[164][165]
- Richard Greenberg, nhà soạn kịch người do thái[166]
- Jacob Israël de Haan, thơ gia người do thái[167]

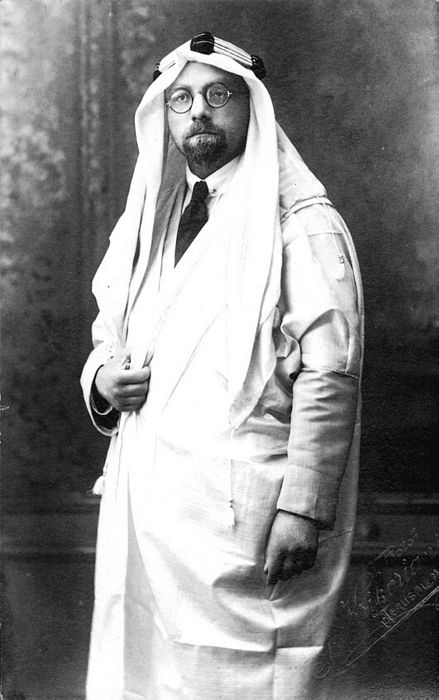
Jacob Israël de Haan - Nhà thơ

- Marilyn Hacker, văn thơ gia người do thái[168]
- Aaron Hamburger, tiểu thuyết gia người do thái[169]
- Max Jacob, thơ văn gia người do thái[170]
- Chester Kallman, nhà thơ người do thái[171]
- Stephen Laughton, nhà viết kịch người do thái [172]
- Arthur Laurents, nhà soạn kịch nghệ người do thái [173]
- David Leavitt, tiểu thuyết gia viết truyện ngắn người do thái[174]
- Leo Lerman, nhà văn / biên tập viên người do thái [175][176]
- Michael Lowenthal, tiểu thuyết gia người do thái[177]
- Jay Michaelson,[178] nhà văn, biên tập viên, tác giả của God vs. Gay?[179]
- Herbert Muschamp [180] (1947–2007), nhà phê bình kiến trúc của tờ New York Times
- Leslea Newman, tác giả viết sách cho trẻ em, nhà văn truyện ngắn, và biên tập viên [181]
- Harold Norse, nhà thơ người do thái[182]
- Marcel Proust, tiểu thuyết gia người do thái[183]
- David Rakoff, nhà viết tiểu luận người do thái[184]
- Paul Rudnick, nhà viết kịch và nhà biên kịch người do thái[185]
- Siegfried Sassoon, nhà thơ (bố là người Do Thái)[186]
- Martin Sherman, nhà soạn kịch người do thái[187]
- Andrew Solomon, nhà văn về chính trị, văn hoá và tâm lý học [188]
- Susan Sontag, tiểu thuyết gia người do thái[189][190]
- Gertrude Stein, nhà văn người do thái[191]
- Julian Stryjkowski, tiểu thuyết gia người do thái[192]
- Gaby Dunn, nhà văn, nhà báo, diễn viên hài kịch, và nữ diễn viên người do thái[193]

## Những người Do Thái đồng tính luyến ái khác
- Ari Shapiro, Nhà báo đài phát thanh Mỹ[194]
- Gad Beck, Người sống sót sau thảm họa diệt chủng người do thái[195]
- Barbara Brenner, nhà hoạt động về ung thư vú và nhà lãnh đạo của hoạt động Ung thư ngực[196]
- Roy Cohn, luật sư và đồng luật sư với Robert F. Kennedy) cho thượng nghị sĩ Joseph McCarthy[197]
- Barry Diller, giám đốc truyền thông người do thái[198][199]
- Sandi Simcha DuBowski, nhà làm phim tài liệu người do thái[200]
- Brian Epstein, người quản lý The Beatles[201]
- Israel David Fishman, người sáng lập Nhóm Công tác về Giải phóng đồng tính nam, một phần của Bảng Trách nhiệm Xã hội của Hiệp hội Thư viện Hoa Kỳ (ALA), tiền thân của Hội đồng bàn tròn chuyển đổi giới tính lưỡng tính đồng tính luyến ái của ALA [202]
- Raffi Freedman-Gurspan, người chuyển giới đầu tiên trong vai trò LGBT liên hệ với Nhà Trắng [203]
- David Geffen, nhà sản xuất phim và giám đốc thu âm người do thái[204]
- Mitchell Gold, CEO của công ty đồ nội thất và nhà hoạt động vì quyền lợi cho người đồng tính luyến ái[205][206]
- Surat Shaan Rathgeber Knan, Nhà giáo dục và nhà hoạt động chuyển đổi giới tính người Anh[158]
- Michael Lucas, ngôi sao khiêu dâm đồng tính luyến ái người Do Thái[207]
- Ezra Nawi, Nhà hoạt động nhân quyền Israel[208]
- Joel Simkhai, Giám đốc điều hành kiêm người sáng lập mạng xã hội tán tỉnh hẹn hò dành cho người đồng tính luyến ái Grindr [158]
- Randi Weingarten, hiện là chủ tịch Liên đoàn Giáo viên Hoa Kỳ[209]
- Riki Wilchins, nhà hoạt động cách mạng người do thái [210]